# Супротивка

Супротивка — река в России, протекает в Шабалинском районе Кировской области и Поназыревском районе Костромской области. Устье реки находится в 14 км по правому берегу реки Шортюг. Длина реки составляет 13 км.
Исток реки находится в Кировской области, в лесу около нежилой деревни Журавли. Через 1,5 км после истока втекает на территорию Костромской области. Течёт на север, впадает в Шортюг у бывшего села Сорокино.

## Данные водного реестра
По данным государственного водного реестра России относится к Верхневолжскому бассейновому округу, водохозяйственный участок реки — Ветлуга от истока до города Ветлуга, речной подбассейн реки — Волга от впадения Оки до Куйбышевского водохранилища (без бассейна Суры). Речной бассейн реки — (Верхняя) Волга до Куйбышевского водохранилища (без бассейна Оки).
По данным геоинформационной системы водохозяйственного районирования территории РФ, подготовленной Федеральным агентством водных ресурсов:
- Код водного объекта в государственном водном реестре — 08010400112110000040922
- Код по гидрологической изученности (ГИ) — 110004092
- Код бассейна — 08.01.04.001
- Номер тома по ГИ — 10
- Выпуск по ГИ — 0